# La Lande-Patry
La Lande-Patry is een gemeente in het Franse departement Orne (regio Normandië). De plaats maakt deel uit van het arrondissement Argentan. La Lande-Patry telde op 1 januari 2022 1.752 inwoners.

## Geografie
De oppervlakte van La Lande-Patry bedroeg op 1 januari 2022 6,6 vierkante kilometer; de bevolkingsdichtheid was toen 265,5 inwoners per km².

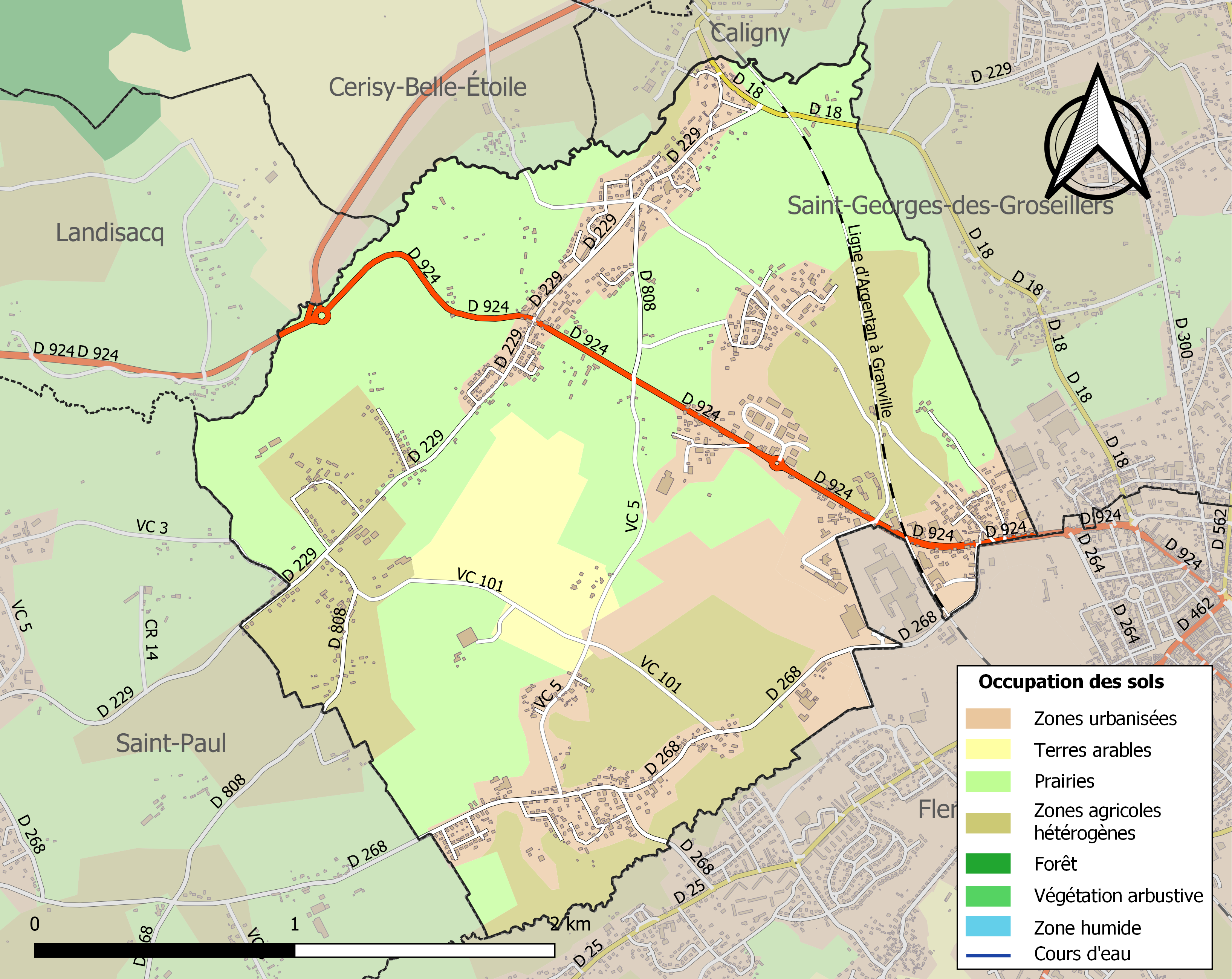
Kaart van de gemeente met belangrijkste infrastructuur, bodemgebruik en omliggende gemeenten

## Demografie
Onderstaande figuur toont het verloop van het inwonertal (bron: INSEE-tellingen).